# Semiothisa azataria
Semiothisa azataria là một loài bướm đêm trong họ Geometridae.